# سامال مجيد فرج
الدكتور سامال مجيد فرج (1939-2003) هو سياسي واقتصادي عراقي كردي ترجع أصوله لمدينة السليمانية شمال العراق، شغل مناصب إدارية ووزارية في الحكومة العراقية في فترة حكم صدام حسين، وهو حاصل على شهادة الدكتوراه في الزراعة من يوغسلافيا.
كان ضمن الهيئة الإدارية لجمعية الثقافة الكردية التي أسست في عام 1970.
شغل منصب وزير الزراعة والإصلاح الزراعي، كما شغل منصب وزير التخطيط خلفا لثامر رزوقي في حزيران 1982، واستمر في منصبه حتى ألغيت الوزارة في آب 1994. شغل بعدها منصب وزير دولة حتى أحيل على التقاعد في 1 تموز 2002، لبلوغه السن القانونية.
لجأ إلى السليمانية بعد احتلال العراق عام 2003.
اسمه مدرج في موقع مكتب مراقبة الأصول الأجنبية.
توفي في دبي في 17 آب 2003.

## منشوراته
له الكثير من المقالات والمنشورات، ومنها:
- أضواء على واقع مزارع الدولة وسبل تطويرها، بحث منشور في مجلة الاقتصادي عام 1979.[8]
- مسيرة الإصلاح الزراعي وآفاق المرحلة المقبلة.[9]
- آراء في التخطيط والسياسة الزراعية، مقالة منشورة في مجلة شمس كردستان عام 1972[10]
- أضواء على واقع مزارع الدولة وسبل تطويرها، كراس، 1979.